# Megaselia diplothrix
Megaselia diplothrix är en tvåvingeart som beskrevs av Borgmeier 1964. Megaselia diplothrix ingår i släktet Megaselia och familjen puckelflugor. Inga underarter finns listade i Catalogue of Life.